# Jardins de Salústio
Jardins Salustianos ou Jardins de Salústio (em latim: Horti Sallustiani) eram jardins criados pelo historiador e senador romano Caio Salústio Crispo no século I a.C., provavelmente com os recursos obtidos ilicitamente durante seu mandato como propretor na África Nova. Eles ocupavam uma vasta área na região nordeste de Roma entre os montes Píncio e Quirinal; seus limites eram a continuação da Alta Semita (moderna Via XX Settembre), a Via Salária, a Muralha Aureliana e a moderna Via Veneto, pouco depois da Porta Salária. O nome do moderno rione Sallustiano é uma referência aos jardins.

## Jardins da Roma Antiga
Em Roma, era costume chamar de horti (singular: hortus) as residências dotadas de um grande jardim (hortus significa "jardim") localizadas dentro da cidade, mas nos subúrbios. Os jardins eram lugares de lazer, onde era possível aproveitar o isolamento e a tranquilidade sem a necessidade de grandes viagens.

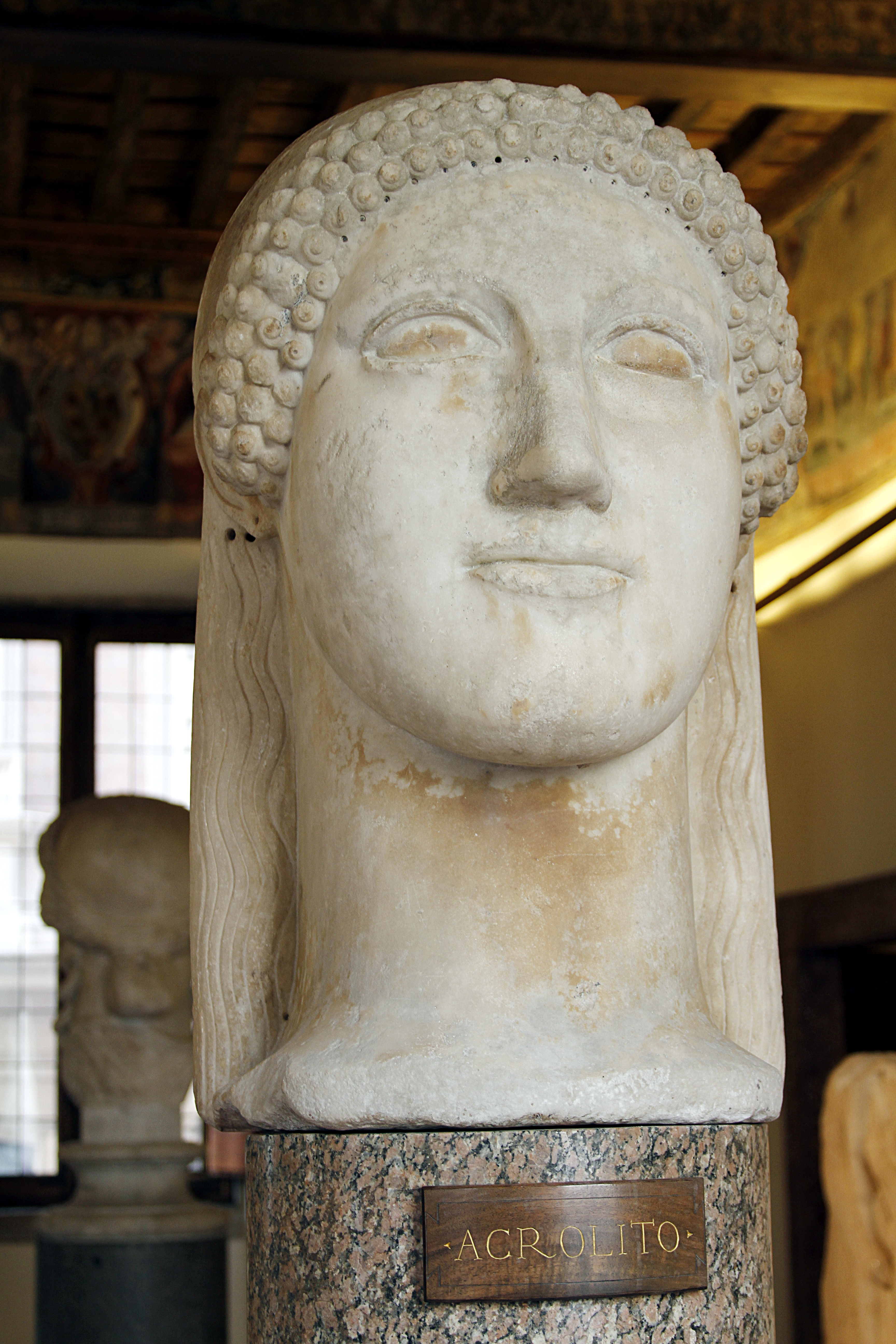
"Acrólito Ludovisi", hoje no Palazzo Altemps.

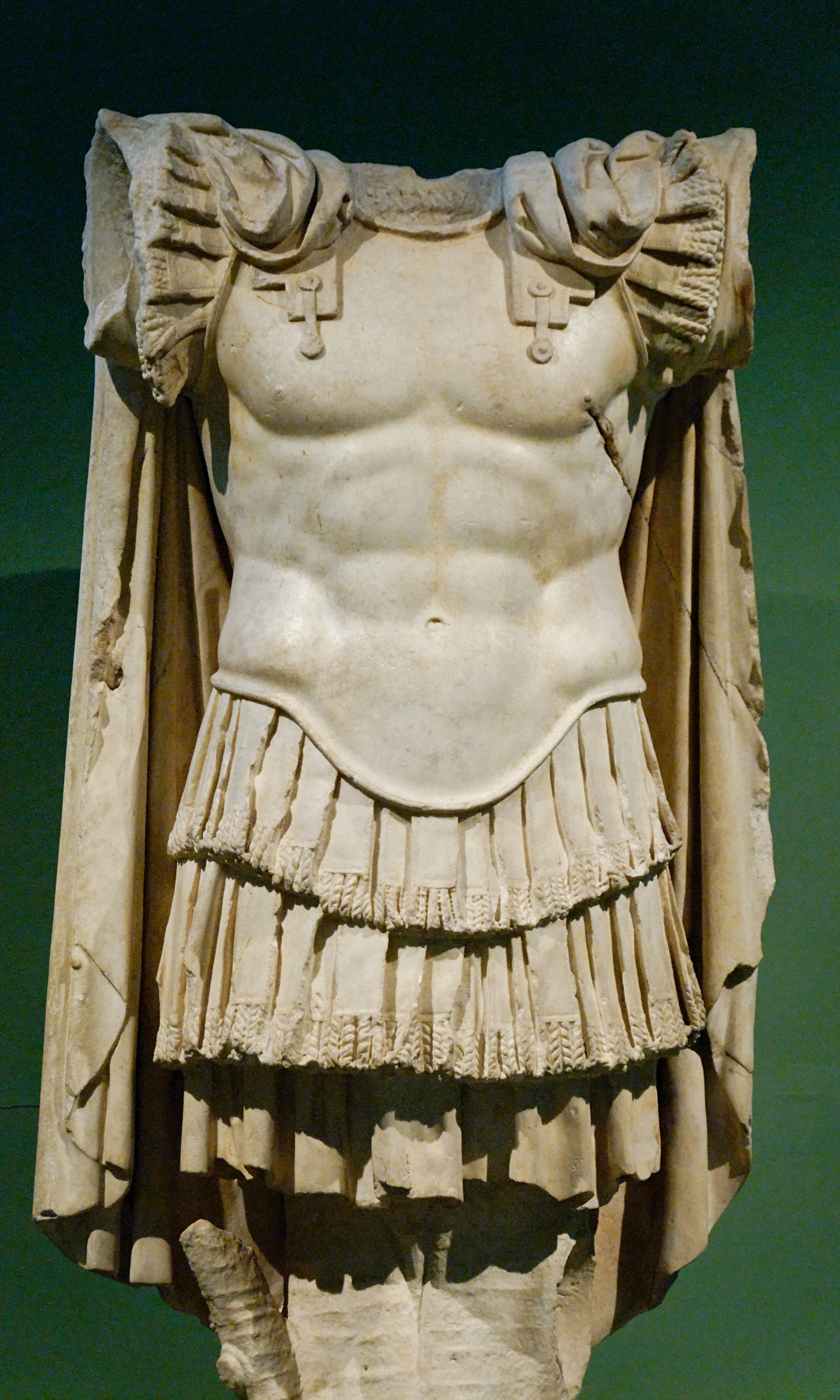
"Troféu militar", na Centrale Montemartini.

A parte mais importante dos horti era, sem dúvida, a vegetação, geralmente composta por folhagens espessas podadas em formas geométricas ou animais segundo os ditames da ars topiaria. Entre a vegetação ficavam pavilhões, pórticos de passeio com proteção contra o sol, fontes, termas, pequenos templos e estátuas, geralmente cópias romanas de originais gregos. O primeiro jardim foi o suntuoso Jardim de Lúculo, no monte Píncio, seguido logo depois pelo Jardim de Salústio.

## História
Salústio mandou construir sua residência e os jardins entre o Quirinal, o Viminal e o Campo de Marte numa área que antes pertencia a Júlio César; na época, eram os maiores e mais ricos jardins de toda a República Romana. Em 36 a.C., quando Salústio morreu, a residência passou para as mãos de seu neto, Quinto, e depois de Augusto. A partir daí, os jardins foram ampliados e embelezados muitas vezes, sempre sob o domínio do imperador romano. Muitos deles utilizaram o local como residência temporária, uma alternativa ao palácio imperial no Palatino.
Em 69 a.C., duros combates foram travados nos jardins quando as tropas de Vespasiano tomaram a cidade dos seguidores de Vitélio. O próprio Vespasiano passou a se hospedar nos jardins com frequência e Nerva faleceu ali em 98 a.C.. Mais tarde, Adriano e Aureliano realizaram reformas no local. Este último, em particular, mandou construir um "Pórtico Miliarense" (em latim: Porticus Miliarensis), provavelmente um complexo com pórticos, jardins e área de equitação. Mais reformas ocorreram no século III. 
Finalmente, em 410, os visigodos de Alarico I entraram em Roma pela Porta Salária durante o saque de Roma  e os jardins sofreram danos gravíssimos. O historiador Procópio, do século VI, confirma que o local foi abandonado a partir de então.

## Descrição

### Cenatiode verão
Um dos núcleos principais dos jardins ficava no fundo do vale que separava o Quirinal do Píncio, sustentado por grandes muros arcados e contrafortes apoiados na Muralha Serviana, no local onde hoje corre a Via Sallustiana. A estrutura, cujos restos estão na região da moderna Piazza Sallustio, devia ser parecido com Canopo da Villa Adriana: seus restos foram escavados no centro da praça, quatorze metros abaixo do nível da rua atual, apoiado na colina ao fundo e ligado a outros restos de estruturas pouco preservadas. A principal do edifício era uma grande sala circular (11,21 metros de diâmetro e 13,28 de altura), coberta por uma cúpula com segmentos alternadamente côncavos e planos (uma combinação muito rara, encontrada apenas no Serapeu da Villa Adriana. As paredes tinham três nichos de cada lado, dois dos quais abertos como passagens para os ambientes laterais. Poucos anos depois da construção, os nichos restantes foram fechados e cobertos por um revestimento de mármore que cobria todas as paredes. O piso também era de mármore, ao passo que a cúpula e parte das paredes eram decoradas com estuques.
Se chegava até a sala redonda por um vestíbulo retangular, ao qual havia um outro correspondente localizado simetricamente do outro lado e que dava acesso a uma sala retangular no mesmo eixo, flanqueada por duas salas menores de formato alongado. No lado norte da sala circular havia outros ambientes e uma sala que dava acesso às escadas para os andares superiores. Ao sul ficava um ambiente coberto de formato semicircular e dividido em três zonas, duas das quais com mosaicos em preto e branco e restos de pinturas murais, provavelmente acrescentadas num segundo momento, e a terceira ocupada por um lance de escadas que levava aos dois pisos superiores do lado sul e por uma repartição utilizada para criar uma latrina no lado norte. A fachada deste semicírculo é resultado, em grande parte, de uma restauração do século XIX. As estampas nos tijolos deste edifício confirmam a datação posterior a 126. A estrutura provavelmente era um cenatio ("sala de jantar"), dada a semelhança com um modelo presente na Villa Adriana, em Tivoli. A datação é particularmente importante porque a estrutura nos permite compreender o desenvolvimento da arquitetura privada imperial depois da construção do Palácio Augustano, aproveitando as profundas evoluções do modelo da Casa Dourada no decurso de menos de cinquenta anos, com influências da arquitetura civil, melhor conhecida com base nos restos de Óstia e da própria Roma.

### Demais estruturas
Entre os outros restos de edifícios dos jardins estão um criptopórtico decorado com pinturas, cujos restos estão na garagem da Embaixada Americana na fachada da Via Friuli e num muro com nichos ao longo da Via Lucullo. No Collegio Germanico ficava uma grandiosa cisterna da época de Adriano, na esquina entre a Via San Nicola da Tolentino e a via Bissolati, composta por dois pisos. O primeiro, com 1,80 metros de altura, sustentando o segundo, organizado em quatro naves paralelas intercomunicantes (num total de 38,55 x 3,30 metros). 
Fazia parte deste complexo também o Templo da Vênus Ericina e o Circo de Salústio.

## Obras de arte
Testemunhas da importância e da suntuosidade dos Jardins Salustianos são as grandes obras de arte descobertas no local apesar das numerosas intervenções no local ao longo dos séculos. Dali provém o Obelisco Salustiano, atualmente diante da igreja de Trinità dei Monti, no alto da Scalinata di Spagna, e sua base de granito, atualmente nos jardins da basílica Santa Maria in Aracoeli, o Trono Ludovisi e a grande cabeça feminina conhecida como "Acrólito Ludovisi", ambas no Museo Nazionale Romano, possivelmente butins de guerra conservados no Templo da Vênus Ericina, assim como a colossal estátua do faraó Ptolemeu II e da rainha Arsínoe II, atualmente no Museu Gregoriano Egípcio.

## Galeria de esculturas encontradas

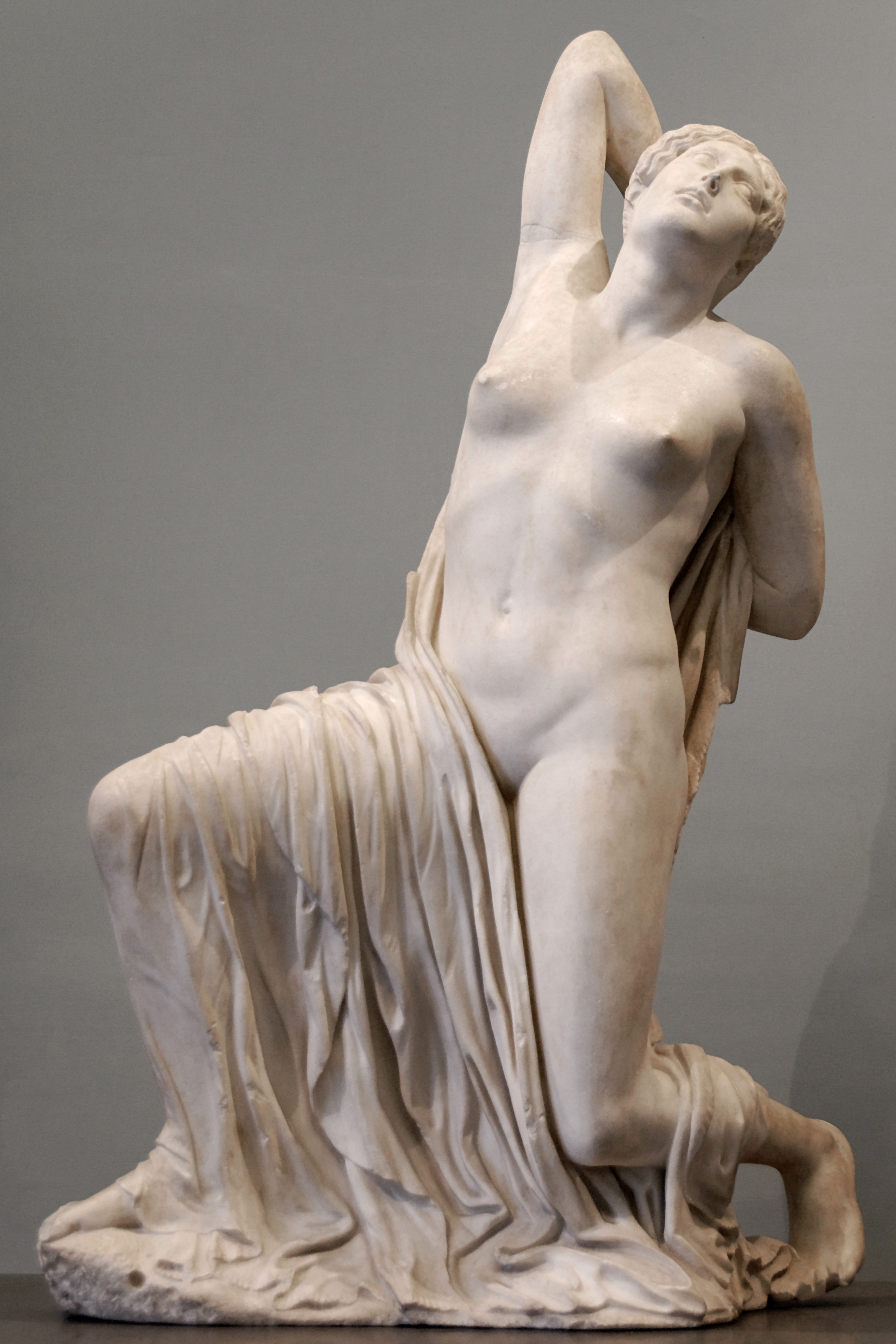
Nióbide ferida, parte do grupo descoberto em 1873 (Museo Nazionale Romano).
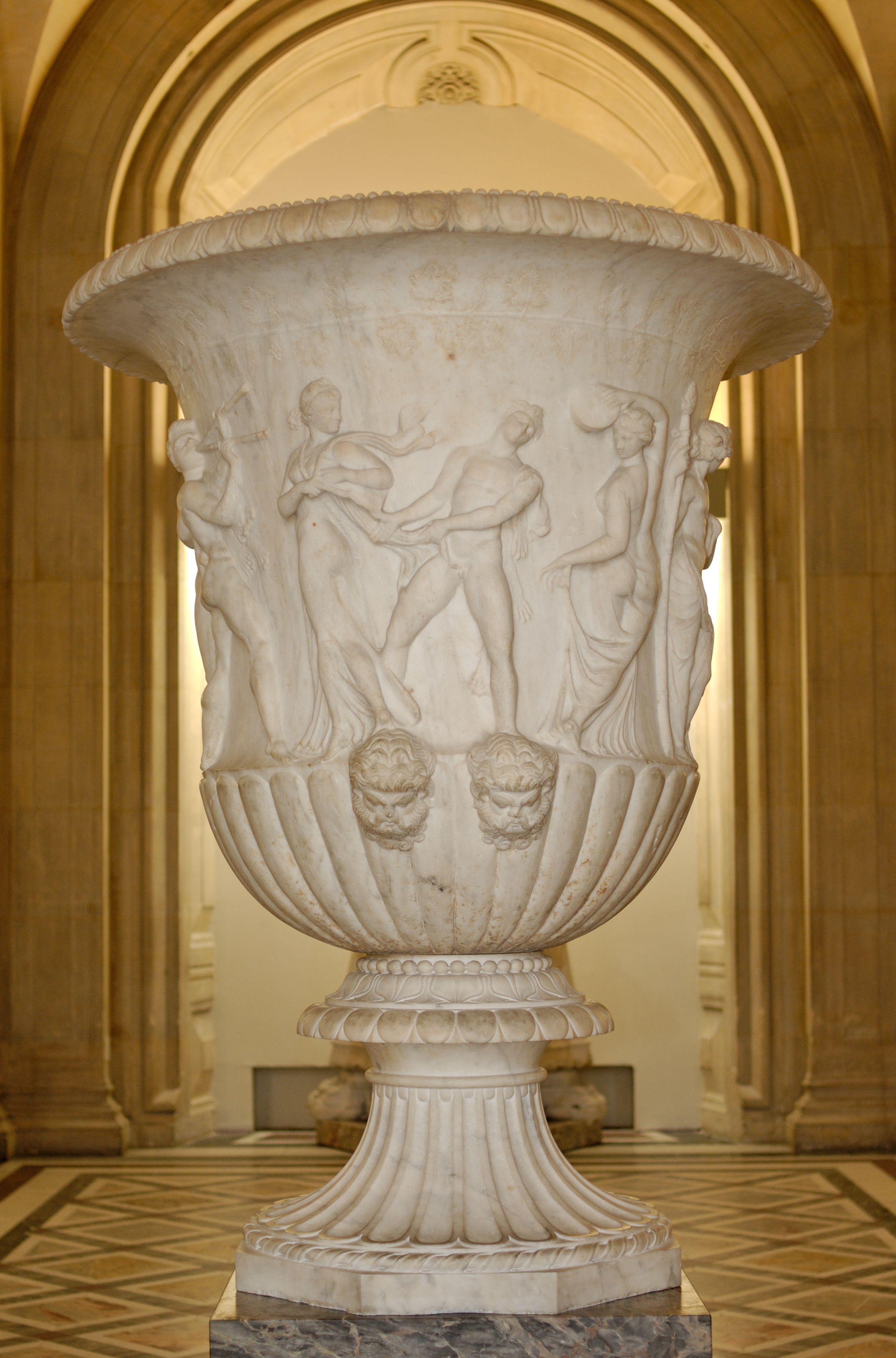
Vaso Borghese
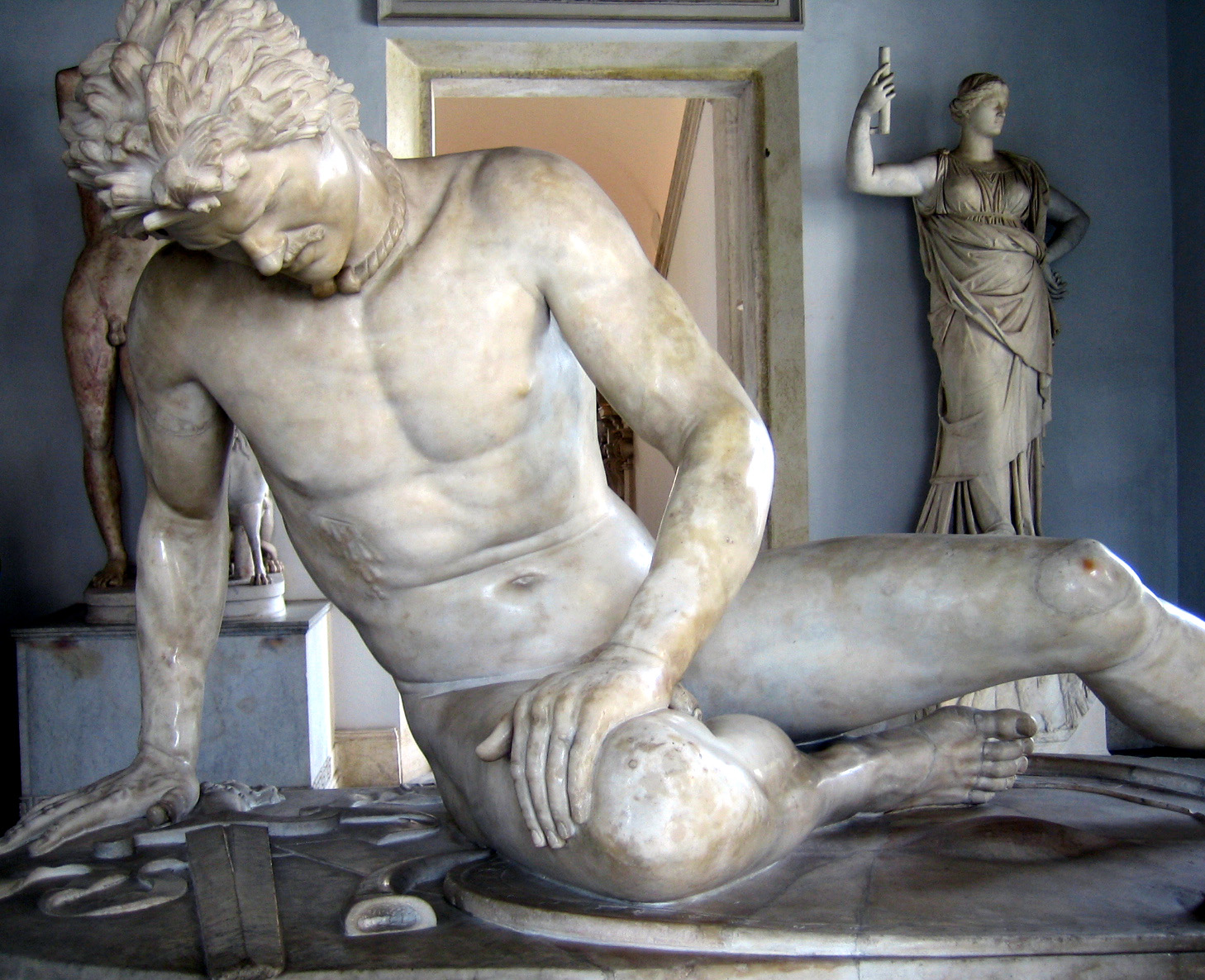
Gaulês Moribundo, ocasionalmente chamado Gálata Moribundo, no Museu Capitolino.
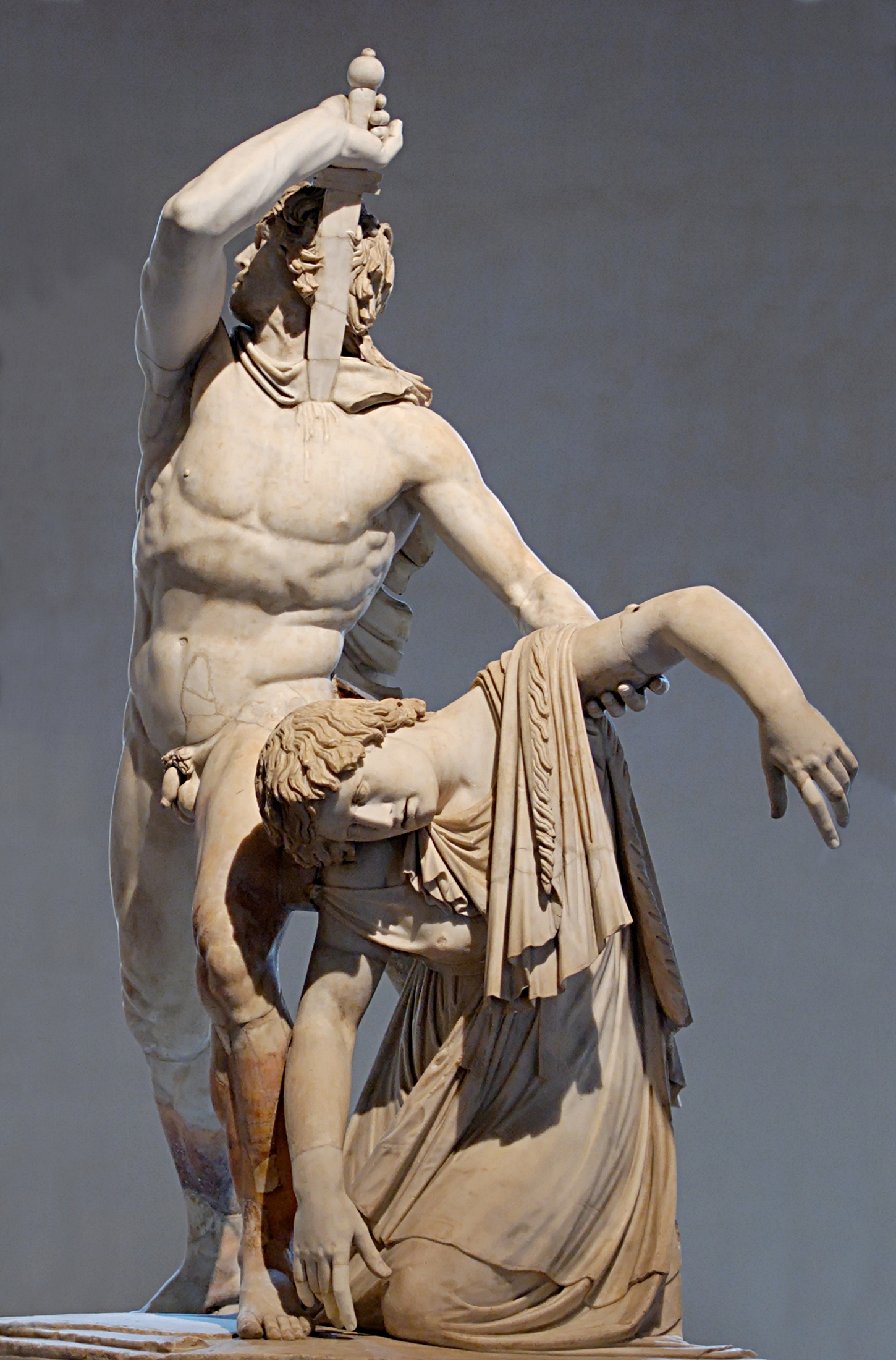
Galo Ludovisi, atualmente no Palazzo Altemps
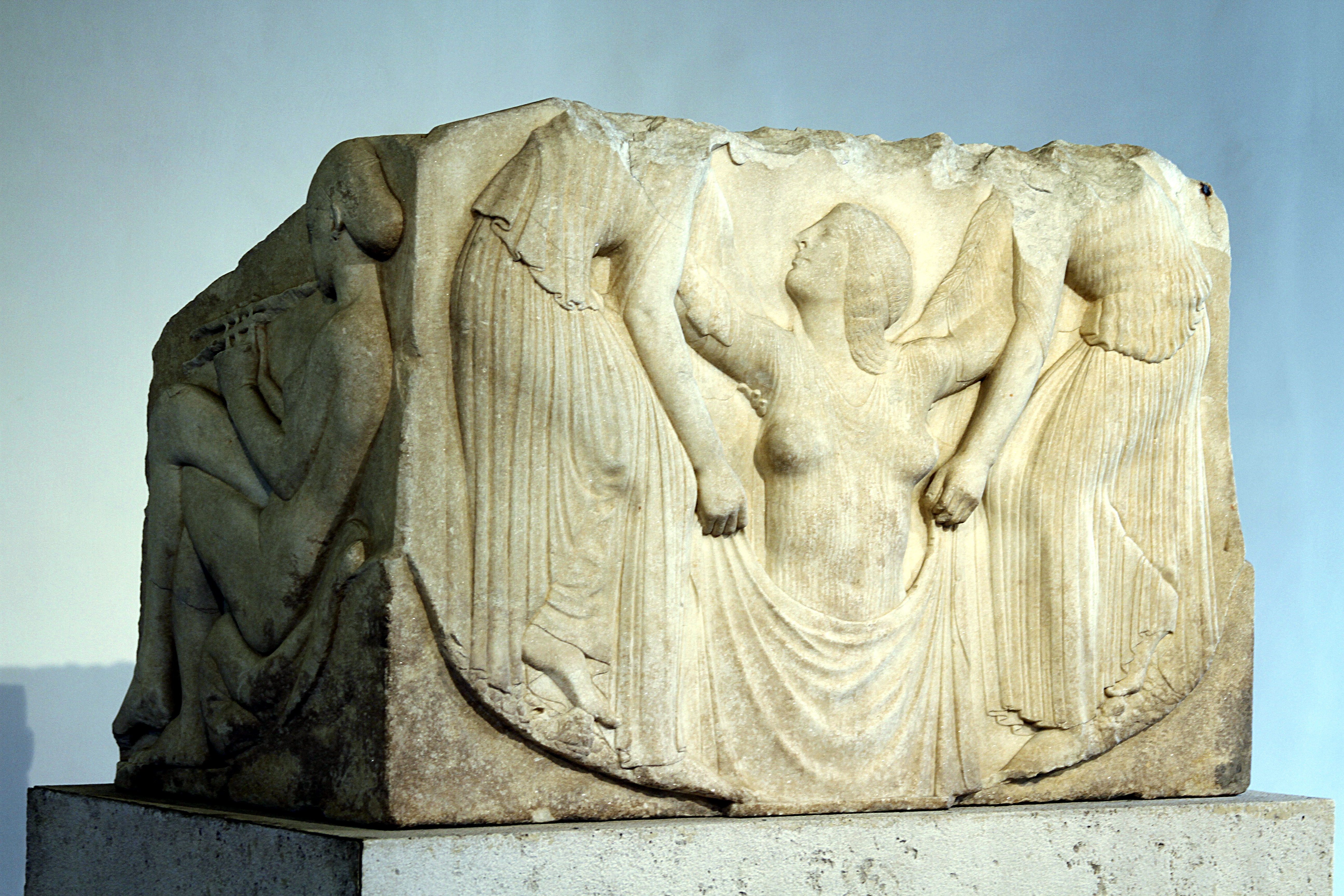
"Trono Ludovisi", também no Palazzo Altemps

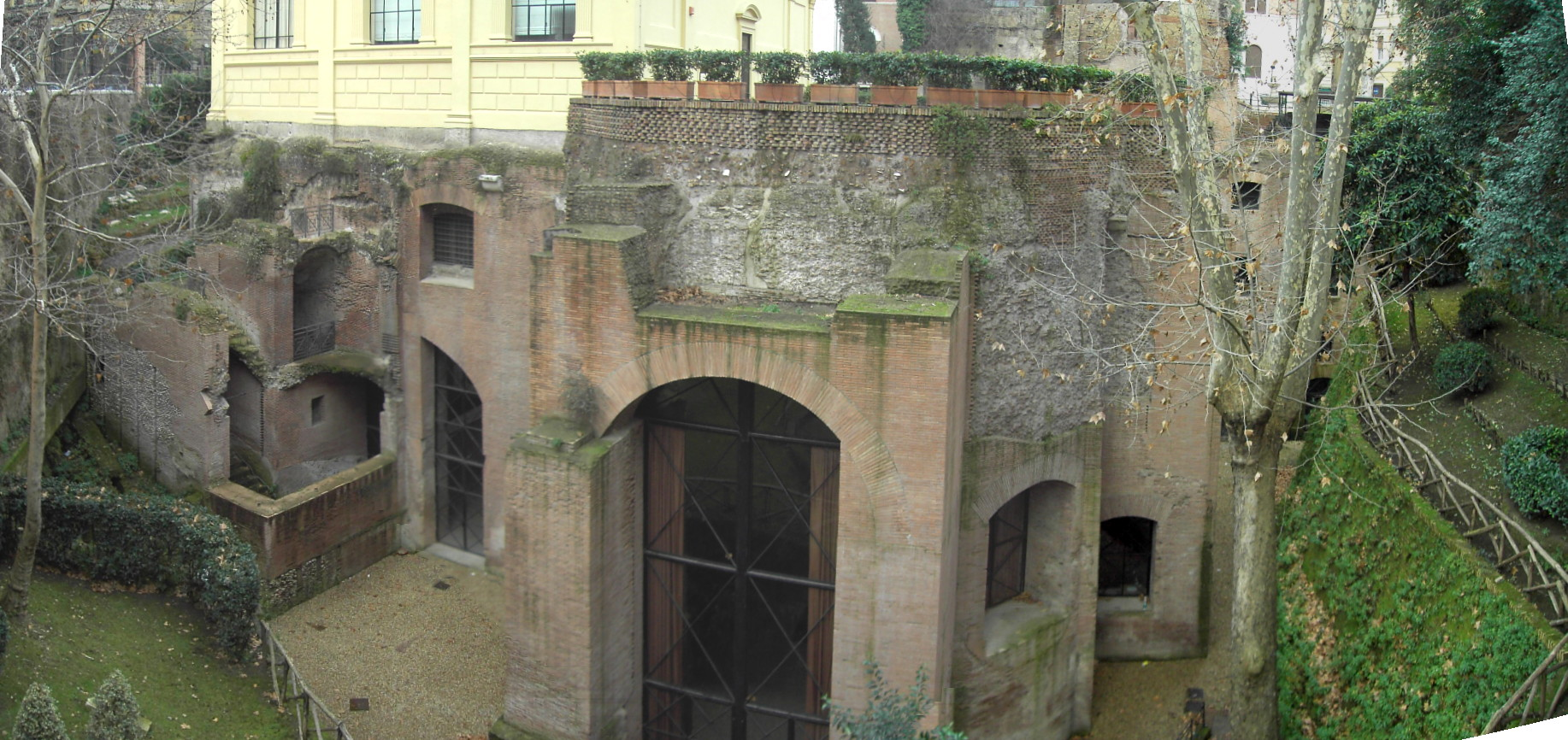
Ruínas dos Jardins de Salústio (cenatio).